# Summer Supercard
Summer Supercard fue un evento de lucha libre profesional producido en conjunto por la empresa estadounidense Ring of Honor (ROH), la empresa mexicana Consejo Mundial de Lucha Libre (CMLL) y la empresa japonesa New Japan Pro-Wrestling (NJPW), que tuvo lugar el 9 de agosto de 2019 desde el Mattamy Athletic Centre en Toronto, Ontario. Originalmente National Wrestling Alliance (NWA) formaría parte del evento, pero fue sacado del evento debido a la ruptura ente ROH y NWA.

## Antecedentes
El 15 de julio, CMLL anunció una lucha de relevos entre Carístico, Soberano Jr. y Stuka Jr. en contra de Bárbaro Cavernario, Hechicero y Templario.

## Resultados
- Villain Enterprises (Brody King & PCO) derrotaron a The Kingdom (TK O'Ryan & Vinny Marseglia).
  - PCO cubrió a O'Ryan después de un «PCOsault».
  - Después del combate, The Kingdom y The Bouncers (Beer City Bruiser & Brian Milonas) se atacaron entre sí.
- Marty Scurll derrotó a PJ Black.
  - Scurll cubrió a Black después de un «Black Plague».
  - Originalmente, Black se enfrentaría a Silas Young, pero éste se negó a luchar, siendo reemplazado por Scurll.
- Kelly Klein derrotó a Tasha Steelz y retuvo el Campeonato Mundial Femenil de Honor.
  - Klein cubrió a Steelz después de un «K-Power».
  - Después del combate, Angelina Love atacó a ambas luchadoras.
- Lifeblood (Bandido & Mark Haskins) derrotó Jay Lethal & Jonathan Gresham.
  - Haskins forzó a Lethal a rendirse con un «Sharpshooter».
- Rush derrotó a Dalton Castle en un No Disqualification Match.
  - Rush cubrió a Castle después de un «Bull Horns Dropkick».
- Shane Taylor derrotó a Tracy Williams y retuvo el Campeonato Mundial Televisivo de ROH.
  - Taylor cubrió a Williams después de un «Greetings from 816».
  - Esta lucha fue pospuesta debido a un ataque de Flip Gordon a Williams.
- Carístico, Soberano Jr. & Stuka Jr. derrotaron a Bárbaro Cavernario, Hechicero & Templario.
  - Carístico forzó a Cavernario a rendirse con un «AsMistico».
- Matt Taven derrotó a Alex Shelley y retuvo el Campeonato Mundial de ROH.
  - Taven cubrió a Shelley después de dos «Climax».
  - Después del combate, Rush salió a encarar a Taven.
- The Briscoe Brothers (Mark Briscoe & Jay Briscoe) derrotaron a Guerrillas of Destiny (Tama Tonga & Tanga Loa) en un Ladder War X y retuvieron el Campeonato Mundial en Parejas de ROH.
  - The Briscoes ganaron después de que Jay descolgara los campeonatos.
  - El Campeonato en Parejas de la IWGP de Tonga y Loa no estuvo en juego.